# بيندكت كينغزبيري
بيندكت كينغزبيري (بالإنجليزية: Benedict Kingsbury)‏ هو بروفيسور نيوزيلندي، ولد في 1961.